# 중국공산당 제18차 중앙위원회
중국공산당 제18차 중앙위원회의 회기는 2012년부터 2017년이다. 2012년에 제18기 중국공산당 중앙정치국원을 선출했다.

## 중앙위원회 위원
| - 가오후청 (고호성, 高虎城) - 겅후이창 (경혜창, 耿惠昌) - 궈겅마오 (곽경무, 郭庚茂) - 궈성쿤 (곽성곤, 郭声琨) - 궈수칭 (곽수청, 郭树清) - 궈진룽 (곽금룡, 郭金龙) - 녜웨이궈 (섭위국, 聂卫国) - 누얼 바이커리 (努尔·白克力) - 두진차이 (두금재, 杜金才) - 두칭린 (두청림, 杜青林) - 두헝옌 (두항암, 杜恒岩) - 러우지웨이 (루계위, 楼继伟) - 렁룽 (랭용, 冷溶) - 루신서 (록심사, 鹿心社) - 루잔궁 (로전공, 卢展工) - 루하오 (륙호, 陆昊) - 뤄바오밍 (라보명, 罗保铭) - 뤄수강 (락수강, 雒树刚) - 뤄즈쥔 (라지군, 罗志军) - 뤄후이닝 (락혜녕, 骆惠宁) - 류샤오장 (류효강, 刘晓江) - 류야저우 (류아주, 刘亚洲) - 류옌둥 (류연동, 刘延东) - 류웨이핑 (류위평, 刘伟平) - 류웨쥔 (류월군, 刘粤军) - 류위안 (류원, 刘源) - 류윈산 (류운산, 刘云山) - 류자이 (류가의, 刘家义) - 류청쥔 (류성군, 刘成军) - 류치바오 (류기보, 刘奇葆) - 류펑 (류붕, 刘鹏) - 류푸롄 (류복련, 刘福连) - 류허 (류학, 刘鹤) - 리둥성 (이동생/리동생, 李东生) - 리리궈 (이립국/리립국, 李立国) - 리빈 (이빈/리빈, 李斌) - 리쉐융 (이학용/리학용, 李学勇) - 리웨이 (이위/리위, 李伟) - 리위안차오 (이원조/리원조, 李源潮) - 리잔수 (률전서, 栗战书) - 리젠궈 (이건국/리건국, 李建国) - 리젠화 (이건화/리건화, 李建华) - 리지헝 (이기항/리기항, 李纪恒) - 리충쥔 (이종군/리종군, 李从军) - 리커창 (이극강/리극강, 李克强) - 리훙중 (이홍충/리홍충, 李鸿忠) - 린줘밍 (림좌명, 林左鸣) - 린쥔 (림군, 林军) - 링지화 (령계획, 令计划) - 마뱌오 (마표, 马飚) - 마샤오톈 (마효천, 马晓天) - 마싱루이 (마흥서, 马兴瑞) - 마카이 (마개, 马凯) - 먀오웨이 (묘우, 苗圩) - 멍쉐눙 (맹학농, 孟学农) - 멍젠주 (맹건주, 孟建柱) - 바이마츠린 (白玛赤林) - 바이춘리 (백춘례, 白春礼) - 바인차오루 (巴音朝鲁) - 바터얼 (巴特尔) - 상푸린 (상복림, 尚福林) - 샤바오룽 (하보룡, 夏宝龙) - 샤오강 (초강, 肖钢) - 샤오제 (초첩, 肖捷) - 샹쥔보 (항준파, 项俊波) - 선더융 (심덕영, 沈德咏) - 선웨웨 (심약약, 沈跃跃) - 셰전화 (해진화, 解振华) - 셰푸잔 (사복첨, 谢伏瞻) | - 쉬다저 (허달철, 许达哲) - 쉬사오스 (서소사, 徐绍史) - 쉬서우성 (서수성, 徐守盛) - 쉬야오위안 (허요원, 许耀元) - 쉬치량 (허기량, 许其亮) - 쉬펀린 (서분림, 徐粉林) - 시진핑 (습근평, 习近平) - 쑤수린 (소수림, 苏树林) - 쑨쓰징 (손사경, 孙思敬) - 쑨정차이 (손정재, 孙政才) - 쑨젠궈 (손건국, 孙建国) - 쑨춘란 (손춘란, 孙春兰) - 쑨화이산 (손회산, 孙怀山) - 쑹다한 (송대함, 宋大涵) - 쑹셔우옌 (송수암, 宋秀岩) - 양둥량 (양동량, 杨栋梁) - 양제츠 (양결지, 杨洁篪) - 양진산 (양금산, 杨金山) - 양징 (양정, 杨晶) - 양촨탕 (양전당, 杨传堂) - 양환닝 (양환녕, 杨焕宁) - 예샤오원 (협소문, 叶小文) - 왕관중 (왕관중, 王冠中) - 왕광야 (왕광아, 王光亚) - 왕궈성 (왕국생, 王国生) - 왕둥밍 (왕동명, 王东明) - 왕루린 (왕유림, 王儒林) - 왕민 (왕민, 王珉) - 왕샤 (왕협, 王侠) - 왕성쥔 (왕승준, 王胜俊) - 왕셴쿠이 (왕헌괴, 王宪魁) - 왕쉐쥔 (왕학군, 王学军) - 왕신쉬안 (왕신헌, 王新宪) - 왕싼윈 (왕삼운, 王三运) - 왕안순 (왕안순, 王安顺) - 왕양 (왕양, 汪洋) - 왕완빈 (왕만빈, 王万宾) - 왕웨이광 (왕위광, 王伟光) - 왕위푸 (왕옥보, 王玉普) - 왕융 (왕용, 王勇) - 왕융칭 (왕영청, 汪永清) - 왕이 (왕의, 王毅) - 왕자루이 (왕가서, 王家瑞) - 왕자오청 (왕교성, 王教成) - 왕정웨이 (왕정위, 王正伟) - 왕쥔 (왕군, 王军) - 왕즈강 (왕지강, 王志刚) - 왕젠핑 (왕건평, 王建平) - 왕천 (왕신, 王晨) - 왕치산 (왕기산, 王岐山) - 왕후닝 (왕호녕, 王沪宁) - 왕훙야오 (왕홍요, 王洪尧) - 유취안 (우권, 尤权) - 우성리 (오승리, 吴胜利) - 우신슝 (오신웅, 吴新雄) - 우아이잉 (오애영, 吴爱英) - 우창더 (오창덕, 吴昌德) - 웨이량 (위량, 魏亮) - 웨이펑허 (위봉화, 魏凤和) - 위광저우 (우광주, 于广洲) - 위안구이런 (원귀인, 袁贵仁) - 위안춘칭 (원순청, 袁纯清) - 위정성 (유정성, 俞正声) - 인웨이민 (윤울민, 尹蔚民) - 자오러지 (조락제, 赵乐际) - 자오바오 (조실, 赵实) - 자오정융 (조정영, 赵正永) - 자오중치 (조종기, 赵宗岐) - 자오커스 (조극석, 赵克石) | - 자오커즈 (조극지, 赵克志) - 자오훙주 (조홍축, 赵洪祝) - 자오환청 (초환성, 焦焕成) - 자팅안 (가정안, 贾廷安) - 장가오리 (장고려, 张高丽) - 장궈칭 (장국청, 张国清) - 장다밍 (강대명, 姜大明) - 장더장 (장덕강, 张德江) - 장딩즈 (장정지, 蒋定之) - 장마오 (장모, 张茅) - 장바오순 (장보순, 张宝顺) - 장스보 (장사파, 张仕波) - 장양 (장양, 张阳) - 장유샤 (장우협, 张又侠) - 장이 (장의, 张毅) - 장이중 (장예형, 张裔炯) - 장이캉 (강이강, 姜异康) - 장제민 (장결민, 蒋洁敏) - 장젠궈 (장건국, 蒋建国) - 장즈쥔 (장지군, 张志军) - 장춘센 (장춘현, 张春贤) - 장칭리 (장경려, 张庆黎) - 장칭웨이 (장경위, 张庆伟) - 장하이양 (장해양, 张海阳) - 저우번순 (주본순, 周本顺) - 저우성센 (주생현, 周生贤) - 저우지 (주제, 周济) - 저우창 (주강, 周强) - 전철수 (全哲洙) - 정웨이핑 (정위평, 郑卫平) - 주샤오단 (주소단, 朱小丹) - 주푸시 (주복희, 朱福熙) - 즈수핑 (지수평, 支树平) - 지빙시안 (길병헌, 吉炳轩) - 차오젠밍 (조건명, 曹建明) - 차이밍자오 (채명조, 蔡名照) - 차이우 (채무, 蔡武) - 차이잉팅 (채영정, 蔡英挺) - 차이푸차오 (채부조, 蔡赴朝) - 창완구이안 (상만전, 常万全) - 창웨이 (강위, 强卫) - 처쥔 (차준, 车俊) - 천레이 (진뢰, 陈雷) - 천민얼 (진민이, 陈敏尔) - 천바오성 (진보생, 陈宝生) - 천시 (진희, 陈希) - 천정가오 (진정고, 陈政高) - 천추파 (진구발, 陈求发) - 천취안궈 (진전국, 陈全国) - 추이민 (저익민, 褚益民) - 치젠궈 (척건국, 戚建国) - 친광룽 (진광영, 秦光荣) - 톄닝 (철응, 铁凝) - 톈슈쓰 (전수사, 田修思) - 톈중 (전중, 田中) - 판창룽 (범장룡, 范长龙) - 팡펑후이 (방봉휘, 房峰辉) - 펑융 (팽용, 彭勇) - 펑칭화 (팽청화, 彭清华) - 한정 (한정, 韩正) - 한창푸 (한장부, 韩长赋) - 허이팅 (하의정, 何毅亭) - 황수셴 (황수현, 黄树贤) - 황싱궈 (황흥국, 黄兴国) - 황치판 (황기범, 黄奇帆) - 후쩌쥔 (호택군, 胡泽君) - 후춘화 (호춘화, 胡春华) |

## 전체회의
1. 제18기 중앙위원회 1차 전체회의(제18기 1중 전회)
  - 일시: 2012년 11월 8일 ~ 11월 15일
  - 장소: 베이징
2. 제18기 중앙위원회 2차 전체회의(제18기 2중 전회)
  - 일시: 2013년 2월 26일 ~ 2월 28일
  - 장소: 베이징
3. 제18기 중앙위원회 3차 전체회의(제18기 3중 전회)
  - 일시: 2013년 11월 9일 ~ 11월 12일
  - 장소: 베이징
4. 제18기 중앙위원회 4차 전체회의(제18기 4중 전회)
  - 일시: 2014년 10월 20일 ~ 23일
  - 장소: 베이징
5. 제18기 중앙위원회 5차 전체회의(제18기 5중 전회)
  - 일시: 2015년 10월 26일 ~ 29일
  - 장소: 베이징
6. 제18기 중앙위원회 6차 전체회의(제18기 6중 전회)
  - 일시: 2016년 10월 24일 ~ 27일
  - 장소: 베이징